# A Francia Idegenlégió becsületkódexe
A Francia Idegenlégió becsületkódexe (francia nyelven: Code d'honneur du légionnaire) a Francia Idegenlégióban szolgáló katonák 7 pontból álló viselkedési útmutatója.

## Története
Az 1980-as években az idegenlégió vezetése azt tapasztalta, hogy a jelentkező fiatalok magatartása, erkölcsi tartása időnként kívánnivalót hagy maga után, ezért idejét látták egy, a kor követelményeinek és a hagyományoknak megfelelő magatartási kódex megalkotásának. A dokumentumot minden újonc megkapja saját anyanyelvén. Tartalmának jelentését és értelmét az alapkiképzés során részletesen elmagyarázzák nekik. A parancsnokság szerint az alaki és erkölcsi tételeket egyaránt megfogalmazó kódex sikerrel járul hozzá, hogy a fiatal légiósok méltó örökösei legyenek elődeiknek.

## Becsületkódex szövege
A becsületkódex Bruno Dary tábornok által 2006 júniusában módosított változata:
| (franciául) « 1. Légionnaire, tu es un volontaire, servant la France avec honneur et fidélité. 2. Chaque légionnaire est ton frère d'armes, quelle que soit sa nationalité, sa race ou sa religion. Tu lui manifestes toujours la solidarité étroite qui doit unir les membres d'une même famille. 3. Respectueux des traditions, attaché à tes chefs, la discipline et la camaraderie sont ta force, le courage et la loyauté tes vertus. 4. Fier de ton état de légionnaire, tu le montres dans ta tenue toujours élégante, ton comportement toujours digne mais modeste, ton casernement toujours net. 5. Soldat d'élite, tu t'entraînes avec rigueur, tu entretiens ton arme comme ton bien le plus précieux, tu as le soucis constant de ta forme physique. 6. La mission est sacrée, tu l'exécutes jusqu'au bout, et s'il le faut, en opération, au péril de ta vie. 7. Au combat, tu agis sans passion et sans haine, tu respectes les ennemis vaincus, tu n'abandonnes jamais ni tes morts, ni tes blessés, ni tes armes. » | (magyarul)„ 1. Légiós, te Franciaországot becsülettel és hűséggel szolgáló önkéntes vagy. 2. Nemzetiségre, fajra, vallásra való tekintet nélkül minden légiós a bajtársad. Mindig úgy bánsz velük, mintha egy családhoz tartoznátok. 3. Erőd a hagyománytisztelet, a parancsnokaidhoz, a fegyelemhez és a bajtársiassághoz való ragaszkodás, erényeid a bátorság és a lojalitás. 4. Büszke vagy légiós mivoltodra, ezt mindig elegáns öltözékeddel, a mindig méltóságteljes, de szerény viselkedéssel, a mindig tisztán tartott körleteddel mutatod ki. 5. Elitkatonaként keményen gyakorolsz; fegyveredet úgy gondozod, mint a legbecsesebb kincsedet, állandóan gondoskodsz fizikai erőnlétedről. 6. A feladat szent, azt teljes mértékben, mindenáron végrehajtod, ha kell, műveletek során, életed kockáztatásával is. 7. Indulat és gyűlölet nélkül harcolsz, tiszteled a legyőzött ellenséget, és sosem hagyod hátra halottaidat, sebesültjeidet vagy fegyvereidet. ” |
| | |

## Légióban szolgált katonák becsületkódexe
A légióban szolgált katonák becsületkódexe (francia nyelven:Code d'honneur de l'ancien légionnaire):
| (franciául) « 1. Ancien de la Légion Etrangère, je suis fier d'avoir servi avec avec »Honneur et Fidélité«. 2. Chaque ancien reste mon compagnon d'arme, quelle que soit sa nationalité, sa race, sa religion. 3. Je lui manifeste toujours l'étroite solidarité qui doit unir les membres d'une même famille. 4. Fidèle à mon passé à la Légion Etrangère, l'honnêteté et la loyauté sont les guides permanents de ma conduite. 5. Ma tenue et comportement sont exemplaires en restant modeste, je refuse la facilité et l'entraînement dans les abus de toutes sortes incompatibles avec la dignité humaine. 6. Je m'interdis d'impliquer la Légion Etrangère dans toute action politique. 7. Dans ma cité, je suis fier que mes relations disent de moi avec considération: »C'est un ancien légionnaire« » | (magyarul)„ 1. Az Idegenlégió veteránjaként büszke vagyok arra, hogy „becsülettel és hűséggel” szolgáltam. 2. Nemzetiségére, származására, vallására való tekintet nélkül minden veterán a bajtársam marad. 3. Mindig a legnagyobb szolidaritással leszek velük, mintha csak egy családhoz tartoznánk. 4. Büszke vagyok idegenlégiós múltamra, viselkedésem vezérelve a becsületesség és a lojalitás. 5. Öltözékem és magatartásom példamutató, ugyanakkor szerény, nem vagyok hajlandó semmiféle, az emberi méltósággal összeegyeztethetetlen visszaélés elnézésére és elkövetésére. 6. Tartózkodok attól, hogy az Idegenlégiót bármiféle politikai akcióba bevonjam. 7. Büszke vagyok arra, hogy lakhelyemen az ismerőseim tisztelettel mondják rólam: „Ez egy légiós veterán”. ” |
| | |